# Szárazd
Szárazd es un pueblo ubicado en el distrito de Tamási, en el condado de Tolna, Hungría.

## Superficie
Posee una superficie de 7,790 kilómetros cuadrados.

## Demografía
Hasta 2019 la población era de 254 habitantes, con una densidad de población de 32,61 habitantes por kilómetro cuadrado.